# Deparia unifurcata
Deparia unifurcata là một loài thực vật có mạch trong họ Woodsiaceae. Loài này được (Baker) M. Kato miêu tả khoa học đầu tiên năm 1977.